# Мартынов, Равиль Энверович
Рави́ль Энве́рович Марты́нов (16 июня 1946, Ленинград — 9 ноября 2004) — советский и российский дирижёр, музыкальный педагог; главный дирижёр Санкт-Петербургского государственного академического симфонического оркестра и Ростовского академического симфонического оркестра, профессор Санкт-Петербургской консерватории, народный артист Российской Федерации (2000).

## Биография
Равиль Мартынов начал заниматься музыкой в ленинградском хоровом училище имени М. И. Глинки. Его педагогами были Владимир Васильев по классу дирижирования и Лидия Вассерман по фортепиано. После окончания училища в 1964 году, Мартынов учился в Ленинградской и Московской консерваториях.
В 1982—1984 годах Равиль Мартынов работал дирижёром ЗКР АСО Ленинградской филармонии под руководством Евгения Мравинского. С 1986 года до конца жизни он был главным дирижёром и художественным руководителем Ленинградского (после 1993 года Санкт-Петербургского) государственного симфонического оркестра. Помимо работы с этим оркестром, Мартынов руководил академическим симфоническим оркестром Ростова-на-Дону и преподавал в Санкт-Петербургской консерватории в звании профессора.
Сын Равиля Мартынова — солист оркестра Мариинского театра трубач Тимур Мартынов.